# Auror
Az aurorok J. K. Rowling Harry Potter-könyvsorozatában elit csapatot alkotnak (a katonákhoz és a különleges ügynökökhöz hasonlítanak): olyan boszorkányok és varázslók, akik a sötét oldal ellen küzdenek; felkutatják és megsemmisítik a sötét varázslókat. Az aurorok harcoltak a Voldemort elleni első háborúban is, Bartemius Kupor vezetése alatt különleges engedélyt kaptak a főbenjáró átkok használatára is. Megöltek sok óriást, a többit pedig elüldözték az országból.
Az aurorparancsnokság a Mágiaügyi Minisztérium második emeletén van. A parancsnokság egy zsúfolt, zsibongástól hangos terem, amit térelválasztókkal osztottak kisebb részekre, így minden aurornak saját, külön munkaterülete van.
A kiképzés hároméves, és nagyon kevesen kerülhetnek be. A felvétel  előfeltétele a sikeres RAVASZ vizsga sötét varázslatok kivédéséből, átváltoztatástanból, gyógynövénytanból, bűbájtanból és bájitaltanból minimum várakozáson felüli eredménnyel.
Annak, akinek megvannak a megfelelő vizsgái, alkalmassági teszteken kell részt vennie: tesztelik például, hogyan viselkedik harci helyzetekben, számot kell adniuk állhatatosságról és elkötelezettségről, érteni kell a gyakorlati önvédelemhez és a rejtőzködéshez. A RAVASZ-ok után a képzés további három évig tart, ezután le kell tenni az aurorvizsgát.
Aurorok a történetben:
- Dawilish
- Alice Longbottom
- Frank Longbottom
- Alastor „Rémszem” Mordon
- Proudfoot
- Gawain Robards – aurorparancsnok
- Savage
- Rufus Scrimgeour – előző aurorparancsnok
- Kingsley Shacklebolt
- Nymphadora Tonks
- Williamson
- James Potter
- Lily Potter
- Harry Potter
- Ronald Weasley